# Bulbophyllum chikukwa
Bulbophyllum chikukwa là một loài phong lan thuộc chi Bulbophyllum.